# Jean-Arthur Chollet
Jean-Arthur Chollet (Avocourt, 8 aprile 1862 – Cambrai, 2 dicembre 1952) è stato un arcivescovo cattolico francese.

## Biografia
Fu ordinato sacerdote il 18 settembre 1886 e ricoprì il ruolo di docente di teologia nell'Università Cattolica di Lilla.

### Ministero episcopale
Il 13 aprile 1910 papa Pio X lo nominò vescovo di Verdun.
Il 29 giugno 1910 ricevette la consacrazione episcopale dalle mani dell'allora arcivescovo Louis-Ernest Dubois, divenuto in seguito cardinale, co-consacranti il vescovo di Saint-Dié Alphonse-Gabriel-Pierre Foucault e il vescovo di Évreux Philippe Meunier.
Il 21 novembre 1913 lo stesso papa Pio X lo nominò arcivescovo di Cambrai.
Fu segretario del comitato permanente dell'Assemblea dei cardinali e arcivescovi di Francia (che divenne in seguito la Conferenza Episcopale francese) fino alla sua morte e presidente del Sanatorium des prêtres.
Morì a Cambrai il 26 dicembre 1952.

## Genealogia episcopale e successione apostolica
La genealogia episcopale è:
- Cardinale Scipione Rebiba
- Cardinale Giulio Antonio Santori
- Cardinale Girolamo Bernerio, O.P.
- Arcivescovo Galeazzo Sanvitale
- Cardinale Ludovico Ludovisi
- Cardinale Luigi Caetani
- Cardinale Ulderico Carpegna
- Cardinale Paluzzo Paluzzi Altieri degli Albertoni
- Papa Benedetto XIII
- Papa Benedetto XIV
- Papa Clemente XIII
- Cardinale Marcantonio Colonna
- Cardinale Giacinto Sigismondo Gerdil, B.
- Cardinale Giulio Maria della Somaglia
- Cardinale Carlo Odescalchi, S.I.
- Vescovo Eugène de Mazenod, O.M.I.
- Cardinale Joseph Hippolyte Guibert, O.M.I.
- Cardinale François-Marie-Benjamin Richard de la Vergne
- Vescovo Marie-Prosper-Adolphe de Bonfils
- Cardinale Louis-Ernest Dubois
- Arcivescovo Jean-Arthur Chollet

La successione apostolica è:
- Arcivescovo Héctor Raphaël Quilliet (1914)
- Vescovo Palmyre-Georges Jansoone (1927)

## Opere
- Jean-Arthur Chollet, Tesi teologiche, 1889.
- Jean-Arthur Chollet, La psicologica del purgatorio, 1901.
- Jean-Arthur Chollet, La psicologica di Cristo, 1903.
- Jean-Arthur Chollet, La morale è una scienza?, 1908.
- Jean-Arthur Chollet, Il contributo dell'occulto all'antropologia, 1908.
- Jean-Arthur Chollet, L'ascetico modernista, 1913.
- Jean-Arthur Chollet, I nostri defunti nel cielo - nel purgatorio, 1933.